# Anduriña
«Anduriña» es el título de una canción grabada por el dúo español de pop Juan y Junior en 1968.

## Descripción
Ambientada en la Galicia rural, la letra de la canción se refiere a la desaparición de una joven apelada cariñosamente Anduriña, con ganas de vivir la vida aunque uno de los más viejos del lugar confía en su pronto regreso.
El tema se publicó como sencillo con la canción Para verte reír en la cara B. La contraportada de la edición está ilustrada con un dibujo original de Pablo Ruiz Picasso, de 23 de enero de 1968, el único que realizó para una carátula de un disco.

## Versiones
El tema se ha traducido también a la lengua gallega y en esta versión fue interpretada por Juan Pardo junto a Joan Manuel Serrat más de 30 años después de la publicación del disco.
Ha sido igualmente versionada por las bandas Red de San Luis (1980) y La Década Prodigiosa para su álbum del mismo título (1985) y por la cantante Bea para el álbum Berce galego (2009). Ha sido igualmente interpretada en varias ocasiones por las hijas del autor Teba y Lys. En 1991 el grupo humorístico Martes y Trece parodió al dúo original interpretando el tema.
Grabado en 2009 por Helena Bianco y Los Mismos.
Grabada en 2020 por Los Marcianos
Grabada en 2023 por La Casa de los ingleses